# 위그 (루앙 주교)

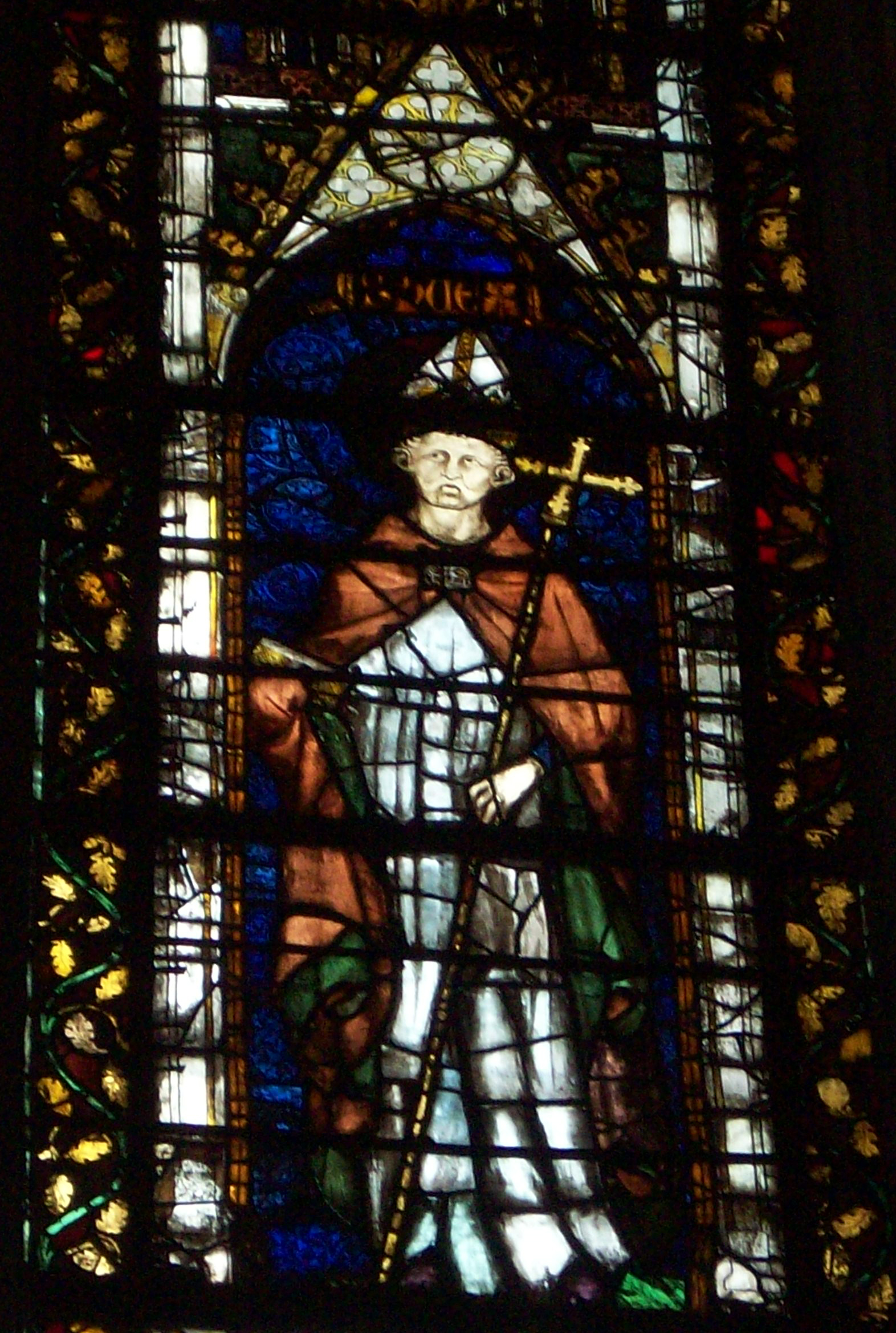
루앙 대성당내 성모 예배당의 성 위그의 스텐드글라인드 창

루앙의 위그(프랑스어: Hugues de Rouen, 690년 ~ 730년 4월 8일) 혹은 상파뉴의 위그(프랑스어: Hugues de Champagne)는 프랑크 왕국 카롤링거 왕조 출신 성직자로, 가톨릭 교회의 성인이다. 피핀 데리스탈의 정실 소생인 공작(Dux) 드로고 1세의 둘째 아들이며, 메츠 주교 성 아르눌프스 레멘시스의 증손자였다. 그는 713년부터 715년 사이에 사제 서품을 받았다. 사후 시성되었고, 축일은 4월 9일이다.

## 생애
카롤링거 왕조 출신 프랑크 왕국의 궁재 피핀 데리스탈과 플렉트루데의 아들인 드로고 1세의 둘째 아들이며, 어머니 안스가르데는 네우스트리아의 궁재 베르카르의 딸이자 바라토의 외손녀였다. 위그는 카를 마르텔의 이복 조카가 된다.
성직자가 되기 전 그는 생 완드리에(Saint-Wandrille) 수도원과 쥬미에쥬 수도원에 수많은 재산을 기부하였다. 자신의 재산을 기증한 뒤 그는 713년부터 715년 사이에 쥬미에쥬의 코친(Cochin) 신부의 집전 하에 사제 서품을 받았다. 718년 메츠교구의 총대리(Vicar-General)가 되었다.
719년 이전에 그는 리지에 주교가 되었고, 같은해 아브랑슈 주교로 부임하고, 퐁트넬리(Fontenelle) 수도원장, 성 드니 수도원장(Abt von Saint-Denis)이 되었다. 720년 대주교로 승격, 루앙 대주교가 되었으며 파리와 바르의 교구를 관할했고, 다시 퐁트넬레와 쥬미에제(Jumièges) 수도원의 원장직을 겸직했다.
715년에 그는 형제인 아르눌프, 그리고 동생 피핀과 고드프리와 함께 재산을 상속했다. 얼마 후 그는 센강 하류 에 있는 주미에쥬 대주교가 되었고, 719년부터 파리 주교와 루앙 주교, 723년부터 730년 바이유 주교가 되었다. 723년 그는 형제들이 카를 마르텔에 대한 반란을 일으킬 때 참여를 거부했다. 그 대가로 카를 마르텔은 피핀 2세의 지지자인 그리포 주교 사후 루앙 교구의 권한을 그에게 넘겼다. 이후 그는 프랑크 왕국의 왕실 성당을 관리하였다.
만년에 그는 노르망디로 은퇴하였다. 그는 730년 4월 9일 주미에쥬의 쥬미에쥬 수도원(Jumièges Abbey)에서 사망하여 그곳에 묻혔다. 뒤에 노트르담 성당으로 이장되었다. 그는 베네딕토회 소속으로도 활동했다. 축일은 4월 9일이다. 9세기 경 그의 유골과 유물들은 벨기에 북부 아스프레로 옮겨졌다가 노르만 침략자가 정복되었을 때 다시 반출되었다.

## 관련 자료
- Christian Settipani, La Préhistoire des Capétiens (Nouvelle histoire généalogique de l'auguste maison de France, vol. 1), Villeneuve d'Ascq, éd. Patrick van Kerrebrouck, 1993, 545 p. (ISBN 978-2-9501509-3-6)
- Hartmut Atsma (dir.) (préf. Karl Ferdinand Werner), La Neustrie : Les pays au nord de la Loire de 650 à 850: colloque historique international (2 tomes), Sigmaringen, Jan Thorbecke, 1989 (ISBN 3-7995-7316-X, ISSN 0178-1952), p. 543-593
- Gesta Hugonis archiepiscopi Rotomagensis in the Gesta (sanctorum patrum) Fontanellensis coenobii (dated between about 833 and 840), ed. Samuel Löwenfeld. Gesta Abbatum Fontanellensium. MGH Scriptores rer. Germ. 28. Hanover, 1886 (reprinted 1980). 26-8; ed. F. Lohier and J. Laporte. Gesta sanctorum patrum Fontanellensis coenobii. Société de l'histoire de Normandie. Rouen, 1936. 37-43.
- Another ninth-century Vita, associated with Jumièges, ed. Joseph van der Straeten, "Vie inédite de S. Hugues évêque de Rouen." Analecta Bollandiana 87 (1969): 215-60. Based primarily on Rouen BM 1377 (U 108) f. 135r-150r.
- Baldric of Dol, Vita S. Hugonis, ed. MPL 166. 1163-72. Available online from the Documenta Catholica Omnia
- Urdang, Laurence. Holidays and Anniversaries of the World. Detroit: Gale Research Company, 1985. ISBN 0-8103-1546-7.
- Lifshitz, Felice. The Norman Conquest of Pious Neustria: Historiographic Discourse and Saintly Relics, 684-1090. Studies and Texts 122. Toronto: Pontifical Institute of Mediaeval Studies, 1995.